# Rothley (Northumberland)
Pour les articles homonymes, voir Rothley.
 (février 2024).
Rothley est une paroisse civile et un village du Northumberland, en Angleterre. La population de la paroisse civile au recensement de 2011 était de 160 habitants.